# Đường sắt cao tốc Don Mueang–Suvarnabhumi–U-Tapao
Đường sắt cao tốc Don Mueang–Suvarnabhumi–U-Tapao, còn được gọi là Dự án đường sắt cao tốc nối 3 sân bay (: โครงการรถไฟความเร็วสูงเชื่อม 3 สนามบิน) là dự án tuyến đường sắt cao tốc thứ hai tại Thái Lan, dự kiến mở cửa vào năm 2029 giữa Sân bay quốc tế Don Mueang, Sân bay quốc tế Suvarnabhumi và Sân bay quốc tế U-Tapao. Nó sẽ được quản lý bởi Asia Era One Company Limited, một đại diện bởi liên hiệp Charoen Pokphand Group Company, Limited (CP) và đối tác Ch. Karnchang PLC. (CK), Bangkok Expressway and Metro PLC. (BEM), Italian-Thai Development PLC. (ITD) và China Railway Construction Corporation Limited (CRCC).
Dự án này là một phần của Hành lang kinh tế phía Đông của Thái Lan.

## Dịch vụ

### Điểm kết nối
| Nhà ga             | Tiếng Thái  | Tuyến liên tỉnh | Tuyến nội thành | Loại                       | Khoảng cách (km) | Chuyển đổi                                              | Vị trí                            |
| ------------------ | ----------- | --------------- | --------------- | -------------------------- | ---------------- | ------------------------------------------------------- | --------------------------------- |
| Don Mueang         | ดอนเมือง     | ●               | ●               | trên cao                   | -20.122          | SRT Tuyến Đỏ Đậm Tuyến HSR Đông Bắc                     | Don Mueang, Băng Cốc              |
| Krung Thep Aphiwat | กรุงเทพอภิวัฒน์ | ●               | ●               | mặt đất với ke ga trên cao | -6.375           | SRT Tuyến Đỏ Đậm SRT Tuyến Đỏ Nhạt MRT Tuyến Xanh Dương | Chatuchak, Băng Cốc               |
| Phaya Thai         | พญาไท       |                 | ●               | trên cao                   | 0.179            | SRT Tuyến Đỏ Nhạt BTS Tuyến Sukhumvit                   | Ratchathewi, Băng Cốc             |
| Ratchaprarop       | ราชปรารภ    |                 | ●               | trên cao                   | 0.982            | MRT Tuyến Cam                                           | Ratchathewi, Băng Cốc             |
| Makkasan           | มักกะสัน      | ●               | ●               | trên cao                   | 3.000            | SRT Tuyến Đỏ Nhạt MRT Tuyến Xanh Dương                  | Ratchathewi, Băng Cốc             |
| Ramkhamhaeng       | รามคำแหง    |                 | ●               | trên cao                   | 7.399            | SRT Tuyến Đỏ Nhạt                                       | Suan Luang, Băng Cốc              |
| Hua Mak            | หัวหมาก      |                 | ●               | trên cao                   | 12.305           | SRT Tuyến Đỏ Nhạt MRT Tuyến Vàng                        | Suan Luang, Băng Cốc              |
| Ban Thap Chang     | บ้านทับช้าง    |                 | ●               | trên cao                   | 17.267           | SRT Tuyến Đỏ Nhạt                                       | Prawet, Băng Cốc                  |
| Lat Krabang        | ลาดกระบัง    |                 | ●               | trên cao                   | 23.498           | SRT Tuyến Đỏ Nhạt                                       | Lat Krabang, Băng Cốc             |
| Suvarnabhumi       | สุวรรณภูมิ     | ●               | ●               | ngầm dưới đất              | 28.812           |                                                         | Bang Phli, Samut Prakan           |
| Chachoengsao       | ฉะเชิงเทรา   | ●               |                 | mặt đất với ke ga trên cao | 64.839           |                                                         | Mueang Chachoengsao, Chachoengsao |
| Chonburi           | ชลบุรี        | ●               |                 | mặt đất với ke ga trên cao | 113.449          |                                                         | Mueang Chonburi, Chonburi         |
| Si Racha           | ศรีราชา      | ●               |                 | mặt đất với ke ga trên cao | 136.119          |                                                         | Si Racha, Chonburi                |
| Pattaya            | พัทยา        | ●               |                 | mặt đất với ke ga trên cao | 160.929          |                                                         | Pattaya, Chonburi                 |
| U-Tapao            | อู่ตะเภา      | ●               |                 | ngầm dưới đất              | 196.410          |                                                         | Ban Chang, Rayong                 |

## Mở rộng
Dự án mở rộng giai đoạn 2 sẽ kéo dài đến Trat tuy nhiên nghiên cứu năm 2020 đang đặt ra câu hỏi về giá trị của nó.